# Salone nautico di Genova

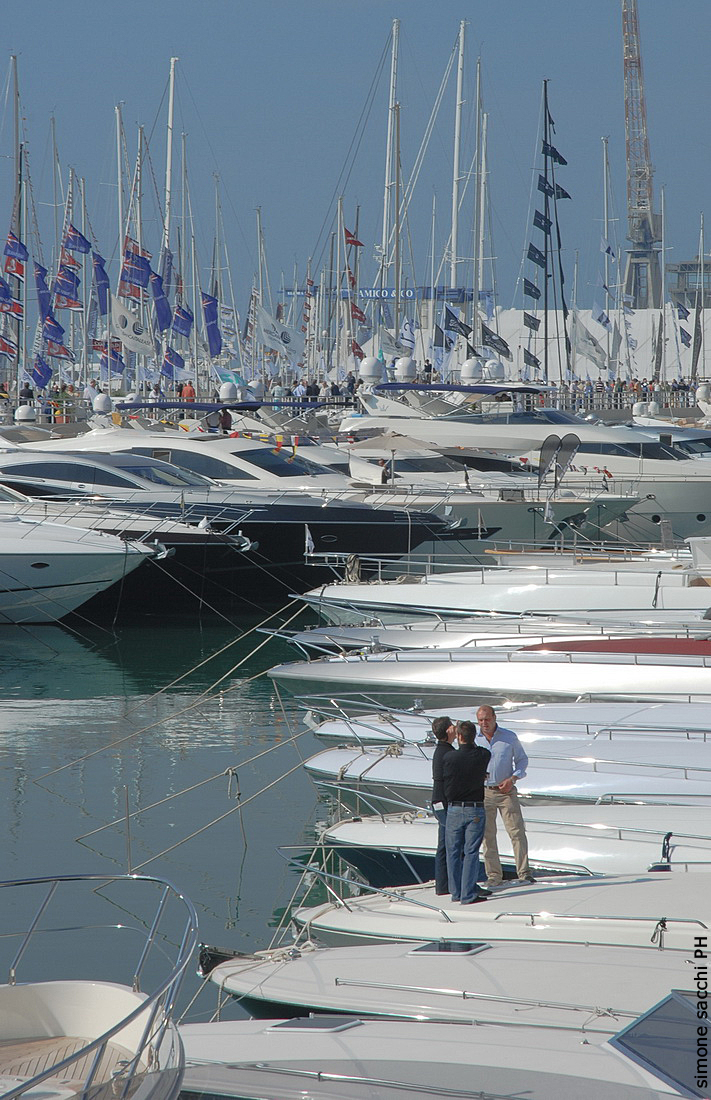
Salone nautico di Genova: yacht ancorati lungo la diga del marina principale.

Il Salone nautico internazionale di Genova è una delle principali fiere mondiali dedicate alla nautica da diporto.
Si svolge nel capoluogo ligure con cadenza annuale nel mese di settembre, mentre in precedenza si svolgeva nel mese di ottobre, e ai suoi inizi a febbraio. È una manifestazione riconosciuta dall'IFBSO, la Federazione Internazionale degli Organizzatori di Esposizioni di Barche.

## Storia
Nata nel gennaio del 1962 come una piccola esposizione articolata su una superficie espositiva di 30.000 metri quadrati, attraverso le successive edizioni ha raggiunto oltre 200 mila metri quadri di spazi a terra, cui si aggiunge uno specchio acqueo di altri 100 mila metri quadri. 
Dal 1966 il Salone nautico di Genova è organizzato in partenariato con Confindustria Nautica, l'associazione italiana delle industrie nautiche da diporto.
Prevedeva fino al 2012 uno sviluppo sull'intera area fieristica (compreso il Padiglione S - Palasport). A partire dal 2013 (53ª edizione) l'area espositiva comprende il padiglione B e le aree delle Marine, con una prevalenza di imbarcazioni in acqua.